# فيزنشتايغ
فيزنشتايغ (بالألمانية: Wiesensteig) هي مدينة وبلدة ألمانية تقع في بادن-فورتمبيرغ في ألمانيا. يقدر عدد سكانها بـ 2,312 نسمة .